# Rubídium-hidrogén-szulfát
A rubídium-hidrogén-szulfát a kénsav egyik rubídiumsója, képlete RbHSO4.

## Előállítása
Sztöchiometrikus mennyiségű rubídium-diszulfát és víz reakciójával állítható elő, a további nedvesség teljes kizárásával:
{\displaystyle \mathrm {Rb_{2}S_{2}O_{7}+H_{2}O\longrightarrow 2\ RbHSO_{4}} }
De elő lehet állítani a nátrium- és kálium-szulfáttal analógan, rubídium-klorid és mérsékelten meleg tömény kénsav reakciójával, a reakcióban hidrogén-klorid is keletkezik:
{\displaystyle \mathrm {H_{2}SO_{4}+\ RbCl\longrightarrow \ RbHSO_{4}+\ HCl} }

## Tulajdonságai
Higroszkópos vegyület. Kristályszerkezete monoklin, tércsoportja P21/n. Rácsállandói: a = 1440 pm, b = 462,2 pm, c = 1436 pm és β = 118,0°. Kristályai izomorfak az ammónium-hidrogén-szulfát kristályaival.
Standard képződési entalpiája −1166 kJ/mol, oldáshője −15,7 kJ/mol.
Hevítve rubídium-diszulfátra és vízre bomlik:
{\displaystyle \mathrm {2\ RbHSO_{4}\longrightarrow Rb_{2}S_{2}O_{7}+H_{2}O} }
A káliumhoz és céziumhoz hasonlóan a rubídiumnak is van egy másik, Rb3H(SO4)2 összetételű hidrogén-szulfátja.

## Fordítás
Ez a szócikk részben vagy egészben  a   Rubidiumhydrogensulfat című német Wikipédia-szócikk ezen változatának fordításán alapul.  Az eredeti cikk szerkesztőit annak laptörténete sorolja fel. Ez a jelzés csupán a megfogalmazás eredetét és a szerzői jogokat jelzi, nem szolgál a cikkben szereplő információk forrásmegjelöléseként.